# Apamea conradi
Apamea conradi là một loài bướm đêm trong họ Noctuidae.